# Петар Рађеновић
Петар Рађеновић (Босански Осредци, 8. фебруар 1885 — Шабац, 21. октобар 1941) био је православни свјештеник и етнограф, који је проучавао просторе Босанске Крајине.

## Биографија
Рођен је 8. фебруара 1885. у Босанским Осредцима. Основну школу је завршио у Трубару, гимназију у Сарајеву 1903. а Богословију у Рељеву 1907. Исте године је и рукоположен за свјештеника, а своје службовање је обављао у селима Босанске Крајине, која су и била предмет његовог проучавања.
Петар Рађеновић је 1928. постао професор вјеронауке у Реалној гимназији у Бања Луци, а члан Црквеног суда Епархије бањалучке постаје 1932.
Црквени чин протојереја добија 1937.

## Рад на проучавању Босанске Крајине
Рађеновић започиње свој рад на проучавању простора Босанске Крајине, након што је Милан Карановић 1920. предложио Јовану Цвијићу да се теренски рад на проучавању Босне организује преко свјештеника. Приликом свог рада се користио Цвијићевим "Упутством за проучавање села у Босни" из 1898. Рађеновић је започео са теренским радом, и 1923. његово дјело "Села парохије Крњеушe (код Петровца)" бива објављено у Српском етнографском зборнику, у издању Српске краљевске академије. "Бјелајско поље и Бравско" објављено 1925. под надзором Јована Цвијића, Рађеновић је сматрао својим најбољим дјелом. Његово антропогеографско дјело "Унац – антропогеографска испитивања" написано на основу теренских истраживања 1933–1934, објављено је тек 1948. од стране Српске академије наука, седам година након ауторове смрти.
Заједно са Миланом Карановићем, учествовао је на археолошким истраживањима у Санском Мосту.
Сматра се једним од најважнијих аутора, када је у питању допринос етнографији Босне и Херцеговине, у првој половини 20. вијека.

## Дјела
Његова најважнија дјела су:
- Села парохије Крњеушe (код Петровца) (1923)
- Бјелајско поље и Бравско (1925) (написано под надзором Јована Цивијића)
- Унац – антропогеографска испитивања (1948)

## Смрт
Након напада Сила Осовине на Југославију и успостављања НДХ, Петар Рађеновић бјежи у Србију, и настањује се у Шапцу, гдје је и убијен је 21. октобра 1941. од стране њемачке казнене експедиције.

## Наљеђе
Професор Здравко Д. Марјанац о Рађеновићу пише сљедеће "Дјела Петра Рађеновића (иако није био школовани географ, него свештеник), представљају значајне монографске радове велике стручне и научне вриједности".
У част Петра Рађеновића, названа је улица у Бања Луци.